# 광주군 (경기도)
| Daedongyeojido (Gyujanggak) 13-04.jpg |
| Daedongyeojido (Gyujanggak) 14-05.jpg |

광주군(廣州郡)은 경기도 광주시의 옛 행정구역이었다. 이곳은 예로부터 서울특별시 남부의 관문이자 대읍(大邑)이었으며, 2001년 3월 21일, 도농복합시인 광주시로 승격되었다.
광주군은 현재의 광주시 뿐만 아니라 서울특별시 강남구, 강동구, 송파구(잠실동·신천동 제외), 서초구 염곡동·내곡동·신원동(이상 1963년 1월 1일 이관), 성남시(1973년 7월 1일 시 승격), 하남시(1989년 1월 1일 시 승격)를 관할하였고, 조선 시대에는 의왕시, 군포시 대야동, 안산시 상록구, 화성시 매송면, 남양주시 조안면 지역까지 관할하였다.

## 역사
| 1914년          | 1914년 | 현재              | 현재 |
| 면              | 리 | 구·읍·면          | 동·리 |
| --------------- | --- | ----------------- | --- |
| 경안면 (慶安面) | 직리, 태전리, 장지리, 역리, 주막리, 탄벌리, 목현리, 회덕리, 송정리, 중대리, 삼리, 쌍령리                         | 광주시            | 직동, 태전동, 장지동, 역동, 경안동, 탄벌동, 목현동, 회덕동, 송정동, 중대동, 삼동, 쌍령동                         |
| 오포면 (五浦面) | 목리, 신현리, 능평리, 문형리, 추자리, 고산리, 매산리, 양벌리                                                     | 광주시            | 목동, 신현동, 능평동, 문형동, 추자동, 고산동, 매산동, 양벌동                                                     |
| 도척면 (都尺面) | 궁평리, 도웅리, 진우리, 상림리, 노곡리, 추곡리, 유정리, 방도리                                                   | 광주시 도척면     | 궁평리, 도웅리, 진우리, 상림리, 노곡리, 추곡리, 유정리, 방도리                                                   |
| 도척면 (都尺面) | 삼리 | 광주시 곤지암읍   | 삼리 |
| 실촌면 (實村面) | 곤지암리, 수양리, 신촌리, 봉현리, 부항리, 오향리, 열미리, 연곡리, 만선리, 이선리, 장심리, 건업리, 유사리, 삼합리 | 광주시 곤지암읍   | 곤지암리, 수양리, 신촌리, 봉현리, 부항리, 오향리, 열미리, 연곡리, 만선리, 이선리, 장심리, 건업리, 유사리, 삼합리 |
| 초월면 (草月面) | 신대리 | 광주시 곤지암읍   | 신대리 |
| 초월면 (草月面) | 서하리, 무갑리, 지월리, 도평리, 신월리, 선동리, 학동리, 늑현리, 산이리, 쌍동리, 대쌍령리, 용수리                 | 광주시 초월읍     | 서하리, 무갑리, 지월리, 도평리, 신월리, 선동리, 학동리, 늑현리, 산이리, 쌍동리, 대쌍령리, 용수리                 |
| 초월면 (草月面) | 상번천리, 하번천리                                                                                               | 광주시 남한산성면 | 상번천리, 하번천리                                                                                               |
| 중부면 (中部面) | 검복리, 불당리, 오전리, 광지원리, 엄미리, 산성리                                                                 | 광주시 남한산성면 | 검복리, 불당리, 오전리, 광지원리, 엄미리, 산성리                                                                 |
| 중부면 (中部面) | 상산곡리 | 하남시            | 상산곡동 |
| 중부면 (中部面) | 창곡리, 복정리, 수진리, 단대리 일부, 단대리 일부, 단대리 일부, 탄리 일부, 탄리 일부                              | 성남시 수정구     | 창곡동, 복정동, 수진동, 단대동, 산성동, 양지동, 태평동, 신흥동                                                   |
| 중부면 (中部面) | 상대원리, 단대리 일부, 단대리 일부, 탄리 일부, 탄리 일부                                                         | 성남시 중원구     | 상대원동, 금광동, 은행동, 성남동, 중앙동                                                                         |
| 돌마면 (突馬面) | 갈현리, 도촌리, 여수리, 하대원리                                                                                 | 성남시 중원구     | 갈현동, 도촌동, 여수동, 하대원동                                                                                 |
| 돌마면 (突馬面) | 야탑리, 율리, 이매리, 서현리, 분당리, 수내리, 정자리                                                             | 성남시 분당구     | 야탑동, 율동, 이매동, 서현동, 분당동, 수내동, 정자동                                                             |
| 낙생면 (樂生面) | 판교리, 백현리, 하산운리, 석운리, 대장리, 금곡리, 삼평리, 운중리, 궁내리, 동원리, 구미리                         | 성남시 분당구     | 판교동, 백현동, 하산운동, 석운동, 대장동, 금곡동, 삼평동, 운중동, 궁내동, 동원동, 구미동                         |
| 대왕면 (大旺面) | 신촌리, 오야리, 심곡리, 시흥리, 둔전리, 사송리, 금토리, 상적리, 고등리                                           | 성남시 수정구     | 신촌동, 오야동, 심곡동, 시흥동, 둔전동, 사송동, 금토동, 상적동, 고등동                                           |
| 대왕면 (大旺面) | 수서리, 세곡리, 율현리, 일원리, 자곡리                                                                           | 서울 강남구       | 수서동, 세곡동, 율현동, 일원동, 자곡동                                                                           |
| 언주면 (彦州面) | 대치리, 반포리, 삼성리, 청담리, 압구정리, 신사리, 역삼리, 양재리, 포이리, 논현리, 학리                           | 서울 강남구       | 대치동, 개포동 일부, 삼성동, 청담동, 압구정동, 신사동, 역삼동, 도곡동, 개포동 일부, 논현동 일부, 논현동 일부     |
| 언주면 (彦州面) | 염곡리, 신원리, 내곡리                                                                                           | 서울 서초구       | 염곡동, 신원동, 내곡동                                                                                           |
| 중대면 (中臺面) | 장지리, 거여리, 마천리, 오금리, 가락리, 송파리, 석촌리, 삼전리, 문정리, 이리, 방이리                             | 서울 송파구       | 장지동, 거여동, 마천동, 오금동, 가락동, 송파동, 석촌동, 삼전동, 문정동, 방이동 일부, 방이동 일부                 |
| 구천면 (九川面) | 풍납리 | 서울 송파구       | 풍납동 |
| 구천면 (九川面) | 암사리, 고덕리, 상일리, 하일리, 명일리, 길리, 둔촌리, 성내리, 곡교리                                             | 서울 강동구       | 암사동, 고덕동, 상일동, 강일동, 명일동, 길동, 둔촌동, 성내동, 천호동                                             |
| 서부면 (西部面) | 초일리, 초이리, 춘궁리, 광암리, 감북리, 감일리, 감이리, 학암리, 항리, 상사창리, 하사창리                         | 하남시            | 초일동, 초이동, 춘궁동, 광암동, 감북동, 감일동, 감이동, 학암동, 항동, 상사창동, 하사창동                         |
| 동부면 (東部面) | 교산리, 하산곡리, 천현리, 덕풍리, 풍산리, 망월리, 선리, 미사리, 신장리, 당정리, 창우리, 배알미리                 | 하남시            | 교산동, 하산곡동, 천현동, 덕풍동, 풍산동, 망월동, 선동, 미사동, 신장동, 당정동, 창우동, 배알미동                 |
| 남종면 (南終面) | 수청리, 검천리, 귀여리, 우천리, 분원리                                                                           | 광주시 남종면     | 수청리, 검천리, 귀여리, 우천리, 분원리                                                                           |
| 퇴촌면 (退村面) | 금사리, 삼성리, 이석리                                                                                           | 광주시 남종면     | 금사리, 삼성리, 이석리                                                                                           |
| 퇴촌면 (退村面) | 우산리, 관음리, 광동리, 도수리, 정지리, 오리, 도마리, 영동리, 무수리, 원당리                                     | 광주시 퇴촌면     | 우산리, 관음리, 광동리, 도수리, 정지리, 오리, 도마리, 영동리, 무수리, 원당리                                     |

### 고대 시대
본래 백제의 남한산(南漢山) 지역이다. 기원전 5년(백제 온조왕 14년)에 한산(漢山, 현 서울의 한강 이북 지역)의 위례성에서 지금의 서울 송파구, 강동구 일대로 도읍을 옮기고 한성(漢城)이라 불렀다. 이후 고구려의 장수왕이 백제를 침공해 한성을 함락한 475년까지 백제의 도읍지였다.(근초고왕 26년인 371년에 도읍을 한산으로 옮겼다는 기록이 있으나, 장수왕이 함락시킨 백제 수도는 한성이라고 기록되어 있다.) 고구려는 한성에는 한산군을 설치하고, 한산에는 '북한산군'(남평양)을 설치하였다. 551년에 백제 성왕이 신라와 연합군을 결성하여 한성을 탈환하였으나, 553년에 신라 진흥왕이 이를 빼앗아 신주를 설치하였다. 557년(진흥왕 18)에 신주를 폐하고 북한산주를 설치하였으며, 568년(진흥왕 29)에 북한산주를 폐지하고 남천주(현 이천시)를 설치하였다가, 604년(진평왕 26)에 남천주를 폐하고 북한산주를 다시 설치하였다. 660년에 백제가 멸망한 후 주의 거점과 명칭이 한산주로 정리된 것으로 보인다. 757년(경덕왕 16년)에 시행된 한화(漢化) 정책에 따라 전국의 행정구역 명칭을 중국식 한자어로 고치면서 한산주도 한주로 개칭되었다.

### 중세 시대
940년(고려 태조 23년)에 한주는 지금의 명칭인 광주(廣州)로 개칭되었다. 983년(고려 성종 2년) 처음으로 십이목(十二牧)을 두었는데, 이 때 광주에 광주목(廣州牧)을 두었다. 995년(고려 성종 14년)에 절도사를 두어 봉국군(奉國軍)이라 이름하고 관내도(關內道)에 속하게 했다. 1012년 (고려 현종) 3년에 폐하여 안무사가 되었다가 1018년(고려 현종 9년)에 8목(牧)을 정할 때에 다시 목이 되었다. 이때, 양광도에 예속되고 안무사를 설치하였다.

### 근세 시대
조선 세조 때 진(鎭)을 두었다. 명종 14년(1559년)에 목사가 파견되었고 1577년 (조선 선조 10년) 광주부(廣州府)로 승격하고 경안, 오포, 도척, 실촌, 초월, 퇴촌, 초부, 동부, 서부, 구천, 중대, 세촌, 돌마, 낙생, 대왕, 언주, 왕륜, 일용, 월곡, 북방, 송동, 성곶, 의곡면(儀谷面) (도합 23개면)을 관할하였다. 즉 이때 광주부가 승격되면서 광주군의 면이 생긴 것이다. 이후 1626년(인조 4년) 남한산성이 축성되었다.
1789년(정조 13년)에 일용면과 송동면이 수원군으로 편입되었다.

#### 광주목의 행정
1530년 이전에 광주목은 여주목, 이천도호부, 양근군, 지평현, 음죽현, 양지현, 죽산현, 과주현(과천현)을 관할하였다. 행정 관리는 목사 1인(종 3품), 판관(判官) 1인(종 5품), 교수(敎授) 1인(종 6품)을 두었다.
1883년 4월 23일(음력 3월 17일) 박영효는 광주부(廣州府) 유수로 발령을 받았다.

### 대한제국
- 1906년(대한제국 고종 44년) 군(郡)이 되어 군청을 중부면 산성리에 설치하고 북방면, 성곶면, 월곡면을 안산군에, 초부면을 양주군에 이관하였다.[11]

### 일제 강점기
- 1911년 8월 29일 상적리에 대왕면사무소를 개설하고 돌마면은 1911년 말 정자리에 면사무소를 개설하였다.
- 1914년 4월 1일 광주군 군내면 소속의 7개리 (산성, 검복, 불당, 오전, 광지원, 용미, 상산곡리) 와 세촌면 소속의 7개리 중 6개리 (단대, 상대원, 수진, 복정, 창곡, 탄리)를 관할로 하여 중부면이 신설되었으며, 세촌면 1개리(하대원리)는 돌마면에 편입되었음. 중부면 산성리에 군사무소를 배치하였다. 의곡면, 왕륜면을 합하여 의왕면(儀旺面)이라 하고 수원군에 편입되고, 양평군 남종면은 광주군으로 편입되었다.[12][13]

| 조선총독부령 제111호 |             | |
| 구 행정구역 | 신 행정구역 | 신 행정구역 |
| 광주군 서부면(西部面) 감북동, 감이동, 감일동, 광암동, 상사창리/(군내면) 법화동/천암동, 초이동, 초일동, 춘장리/궁촌, 하사창리, 학암동, 항동 | 서부면      | 감북리, 감이리, 감일리, 광암리, 상사창리, 초이리, 초일리, 춘궁리, 하사창리, 학암리, 항리                                             |
| 광주군 동부면(東部面) 객산동/교촌, 당정리, 덕풍동 일부, 망월리, 미사촌, 배알미리/(퇴촌면) 배알미리, 선촌, 신평리/장례촌, 창우동, 천현동, 황산동/덕풍동 일부, 하산곡동 | 동부면      | 교산리, 당정리, 덕풍리, 망월리, 미사리, 배알미리, 선리, 신장리, 창우리, 천현리, 풍산리, 하산곡리                                     |
| 광주군 군내면(郡內面) 검복리/남성리, 광지원리, 불당리, 동부리/서부리/중부리/남부리/북부리, 가지동/상산곡동, 엄현리/미라동, 오야동/둔전리 | 중부면      | 검복리, 광지원리, 불당리, 산성리, 상산곡리, 엄미리, 오전리                                                                           |
| 광주군 세촌면(細村面) 단대동, 복정동, 상대원리/(군내면) 사기동, 수진동, 세곡동/(서부면) 창동, 탄동 | 중부면      | 단대리, 복정리, 상대원리, 수진리, 창곡리, 탄리(炭里)                                                                                 |
| 광주군 경안면(慶安面) 조현리/목감동/탄동 일부, 삼리동, 송정리/수하리, 쌍령리, 역촌, 장내동/사동/후지리/전지리, 주막리, 대동/중리, 직동, 벌원리/탄동 일부, 태전리, 회덕리/(군내면) 이조현리                                                                                          | 경안면      | 목현리, 삼리, 송정리, 쌍령리, 역리, 장지리, 주막리(酒幕里), 중대리, 직리, 탄벌리, 태전리, 회덕리                                     |
| 광주군 낙생면(樂生面) 구미동/죽전동 일부/원천동 일부, 궁내촌/(돌마면) 정자동 일부, 금곡동, 대장리, 동막동/원천동/(용인군 수진면) 원천동 일부, 백현리, 삼평리, 석운리, 산운리/중산운리, 판교리, 하산운리                                                                             | 낙생면      | 구미리, 궁내리, 금곡리, 대장리, 동원리, 백현리, 삼평리, 석운리, 운중리, 판교리, 하산운리                                             |
| 광주군 돌마면(突馬面) 갈현리, 도촌, 분점리/당우리, 돈서촌/양현동/통로동, 수내촌, 오야소동/상탑리/하탑리, 여수동/(대왕면) 송현동 일부, 율리, 이매동, 정자동 일부, 하대원리 | 돌마면      | 갈현리, 도촌리, 분당리, 서현리, 수내리, 야탑리, 여수리, 율리, 이매리, 정자리, 하대원리                                               |
| 광주군 오포면(五浦面) 고잠리/허산리/추곡리 일부, 창평리/차곡리/능곡리, 외곡리/매곡리/독산리, 목동, 문현동/휴곡리/진해촌, 태현리/신촌리, 양촌리/둔리/벌리, 자작리/추곡리 일부 | 오포면      | 고산리, 능평리, 매산리, 목리, 문형리, 신현리, 양벌리, 추자리                                                                         |
| 광주군 퇴촌면(退村面) 상관음동/하관음동/광복동 일부, 동대동/광복동 일부, 금사동, 도마동, 도지동/탑선동/수동리, 무수동, 삼정동/과학동/족자동, 영동리 일부, 오리동, 상우산동/하우산동, 원당동, 석림동/석호동, 지위동/정자동/(초월면) 정자동                                           | 퇴촌면      | 관음리, 광동리, 금사리, 도마리, 도수리, 무수리, 삼성리, 영동리, 오리, 우산리, 원당리, 이석리, 정지리                                 |
| 광주군 실촌면(實村面) 건업리, 곤지암리/묵방리/대석리, 만곡동/상탑선동/하탑선동, 운월리/상봉현동/하봉현동, 우항동/부곡동 일부, 국정포동/야포동/지음리, 복상동/구수동/구양리, 신촌, 연곡동, 상열미동/중열미동/하열미동, 오향동/부곡동 일부, 유여리/사동, 내선동/외선동, 장좌동/동심리 | 실촌면      | 건업리, 곤지암리, 만선리, 봉현리, 부항리, 삼합리, 수양리, 신촌리, 연곡리, 열미리, 오향리, 유사리, 이선리, 장심리                     |
| 광주군 도척면(都尺面) 궁평리, 노곡동, 도현리/웅동, 방등리/내도척리, 삼리, 상림동, 유여동/운정동, 우치동/진촌리, 추곡리/(양지군 주북면) 정수리 일부 | 도척면      | 궁평리, 노곡리, 도웅리, 방도리, 삼리, 상림리, 유정리, 진우리, 추곡리                                                                 |
| 광주군 초월면(草月面) 늑현리, 대쌍령리, 상도평리/하도평리, 무갑리/서하동 일부, 산이동, 내곡리/상번천리, 서하동 일부, 하동막동/선장동, 신대동, 탄동/신단리/두월리, 동산리/소쌍령리, 용두리/수입리, 지곡리/운월리, 하번천리, 학현리/상동막동/중동막동                                 | 초월면      | 늑현리, 대쌍령리, 도평리, 무갑리, 산이리, 상번천리, 서하리, 선동리, 신대리, 신월리, 쌍동리, 용수리, 지월리, 하번천리, 학동리         |
| 광주군 중대면(中垈面) 가락동, 거여동, 마천리, 문정동, 방이동, 삼전도동, 송파동 일부, 송파동 일부, 오금리, 이리, 장지리 | 중대면      | 가락리, 거여리, 마천리, 문정리, 방이리, 삼전리, 석촌리, 송파리, 오금리, 이리(二里), 장지리                                           |
| 광주군 구천면(九川面) 고덕리, 곡교리, 길리, 둔촌동, 명일동, 상일동, 성내동, 암사리, 풍납리, 하일동 | 구천면      | 고덕리, 곡교리(曲橋里), 길리, 둔촌리, 명일리, 상일리, 성내리, 암사리, 풍납리, 하일리                                                 |
| 광주군 언주면(彦州面) 내곡동, 논현동, 대치동, 포일동/반곡동 일부, 무동도리/부리도리/저자도리, 신사동, 신정동/신원동, 압구정동, 양재동, 방하교리/마죽거리/역촌리, 염곡동, 청담동, 포이동, 학동                                                                                       | 언주면      | 내곡리, 논현리, 대치리, 반포리, 삼성리, 신사리, 신원리, 압구정리, 양재리(良才里), 역삼리, 염곡리, 청담리, 포이리(浦二里), 학리(鶴里) |
| 광주군 대왕면(大旺面) 고산동/등자리, 금현동/둔토리, 둔전리, 사촌리/송현동 일부, 노상리/노하리, 세천리/은곡동, 수서리, 시흥리, 신촌리, 심곡리, 오야리, 율현리/괴하동, 일원리/(언주면) 반곡동 일부, 자양동/지곡동                                                                     | 대왕면      | 고등리, 금토리, 둔전리, 사송리, 상적리, 세곡리, 수서리, 시흥리, 신촌리, 심곡리, 오야리, 율현리, 일원리, 자곡리                       |
| 양평군 남종면(南終面) 검단리/사천리, 제청리/귀여리 일부, 분원리 일부, 대수청리/소수청리, 우천리/귀여리 일부/분원리 일부 | 남종면      | 검천리, 귀여리, 분원리, 수청리, 우천리                                                                                               |

16면 - 경안면, 중부면, 동부면, 서부면, 오포면, 초월면, 실촌면, 도척면, 퇴촌면, 남종면, 낙생면, 돌마면, 대왕면, 언주면, 구천면, 중대면
- 1914년 9월 4일 경기도고시 제46호로 도내 각 면의 사무소 위치를 고시하였는데 언주면사무소 소재지는 염곡동, 대왕면은 괴하동이었으며 신동면은 우면리였다.
- 1915년 동리 폐합과 함께 일부 군·면계가 조정되었으며, 특히 한강 이북에 있던 동부면 팔당리가 양주군 와부면에 편입되었다.[14]
- 1917년 12월 군청 소재지를 경안면 경안리로 이전
- 1938년 1월 1일 경안면을 광주면으로 개칭하였다.[15]
- 1939년 군청 소재지를 광주면 송정리로 이전

### 현대
- 1946년 중부면 성남출장소 설치: 중부면은 면 중앙에 남한산성의 준령이 있어 그 서남기슭에 취락이 형성된 지역적 여건으로, 1946년 3월 3일 종전의 세촌면 관할구역 6개리(단대, 탄, 수진, 상대원, 복 정, 창곡리 27.43km2)를 관할하는 중부면 성남출장소를 설치하여 탄리 275번지에 개소하였다가 1948년 수진리로 옮겨 사무를 보게 되었다.
- 1963년 1월 1일 구천면 등이 서울특별시 성동구로 편입되었다.[16] (13면)

| 구 행정구역 | 신 행정구역 |
| --- | --- |
| 광주군 구천면 일원(풍납리, 고덕리, 하일리, 상일리, 명일리, 암사리, 곡교리, 성내리, 길리, 둔촌리)                                   | 서울특별시 성동구 풍납동, 고덕동, 하일동, 상일동, 명일동, 암사동, 천호동, 길동, 둔촌동                                           |
| 광주군 언주면 일원(포이리, 반포리, 논현리, 학리, 대치리, 양재리, 삼성리, 신사리, 압구정리, 역삼리, 청담리, 내곡리, 염곡리, 신원리) | 서울특별시 성동구 포이동, 개포동, 논현동, 학동, 대치동, 도곡동, 삼성동, 신사동, 압구정동, 역삼동, 청담동, 내곡동, 염곡동, 신원동 |
| 광주군 중대면 일원(거여리, 마천리, 방이리, 이리, 오금리, 석촌리, 송파리, 삼전리, 가락리, 문정리, 장지리)                           | 서울특별시 성동구 거여동, 마천동, 방이동, 이동, 오금동, 석촌동, 송파동, 삼전동, 가락동, 문정동, 장지동                           |
| 광주군 대왕면 일부(세곡리, 율현리, 자곡리, 수서리, 일원리)                                                                         | 서울특별시 성동구 세곡동, 율현동, 자곡동, 수서동, 일원동                                                                         |

- 1964년 2월 24일: 광주군 조례 제68호에 의거 중부면 성남출장소가 "광주군 직할 성남출장소"로 승격되어 수진리 145번지에 성남출장소 건물을 신축 개소하여, 인구 및 행정수요 증가에 능동적으로 대처하는 광주군수 직할 지휘 감독 체제로 전환하였다.

#### 광주 대단지
서울특별시는 판자촌과 도시빈민 문제를 해결하기 위해 신도시(성남)를 개발하여 빈민들을 이주시키는 정책을 세웠다. 그리하여 서울의 청계천 일대를 비롯한 판자촌을 대거 철거하면서 주민들을 강제 이주시킬 계획을 마련하였다. 서울특별시는 1968년 5월 7일 건설부로부터 개발인가를 받아 1969년 4월 1일 "중부면 성남지구 일단의 주택단지 경영사업" 조성공사에 착수하였으며, 1969년 5월 2일부터 경기도 광주(지금의 성남시 지역)로 서울시의 철거민을 집단 강제 이주시켰다. 그렇게 해서 모인 빈민들의 수는 14만5천여 명에 이르렀다.
광주군은 1968년 8월 1일부터 1971년 8월 31일까지 "광주군 성남지구 도시건설 사업소"를, 서울특별시는 1968년 9월 1일부터 1971년 8월 31일까지 "서울특별시 광주대단지 사업소"를 각각 설치하여 도시계획 업무를 전담 수행함으로써, 기존의 "광주군 직할 성남출장소"와 더불어 개발초기의 성남의 행정업무를 보는 관청이 셋이나 되는 문제점이 도출되어 주민의 불편이 컸었다. 관할청과 사업 시행청이 다른데 따른 문제점을 해소하고 "일단의 주택단지 경영사업"의 효율적인 사업수행을 위하여 1970년 9월 19일, 경기도지사와 서울특별시장 광주군수간에 행정협약을 체결하고, 경기도와 광주군은 일반 행정을, 서울특별시는 용지 매수 및 건설사업을 분담 실시할 것을 규정하였다. 일단의 주택단지 경영사업의 시행으로 광주군 성남출장소 관할 인구가 14만여 명으로 급격히 증가하여 행정수요 충족이 불가피하게 되어, 도조례 제470호(1971. 8. 18. 공포)에 따라 기존 광주군 성남출장소 관내 6개 리와 대왕면, 낙생면, 돌마면 전역 128.5km2을 관할 구역으로 1971년 9월 13일 경기도 관할 성남출장소를 설치하여 집무를 개시하였다. 그리고, 이원적인 행정을 일원화하여 성남도시건설을 일관성있게 추진하기 위하여 1971년 10월 14일 서울특별시에서 시행하던 "일단의 주택단지 경영사업"을 경기도에서 인수하고 "성남개발 3개년 투자계획"에 의거 도시건설사업에 착수하게 되었다.
- 1973년 7월 1일 기존의 경기도 성남출장소 관할하던 지역(대왕면·낙생면·돌마면 일원과 중부면 중 단대리·상대원리·탄리·수진리·복정리·창곡리)을 관할로 성남시가 설치되었다.[18] 그 밖에 초월면 상번천리와 하번천리가 중부면으로, 오포면 목리가 광주면으로, 도척면 삼리와 초월면 신대리가 실촌면으로, 퇴촌면 금사리, 이석리, 삼성리가 남종면으로 편입되었다.[19] (10면)

#### 성남시 승격·독립 이후 ~ 광주시 승격
- 1979년 5월 1일 광주면이 광주읍으로 승격되었다.[20] (1읍 9면)
- 1980년 12월 1일 동부면이 동부읍으로 승격되었다.[21] (2읍 8면)
- 1989년 1월 1일 동부읍·서부면 일원 및 중부면 상산곡리를 관할로 하남시로 분리, 설치되었다.[22] (1읍 7면)
- 2001년 3월 21일 광주군을 광주시로 승격하였다.[1] 이와 함께 광주읍을 경안동·송정동·광남동의 3개 행정동으로 분할하고, 오포면을 오포읍으로 승격하였다. (1읍 6면 3행정동)

## 인구
광주군의 연도별 인구(내국인) 추이
| 연도   | 총인구    |
| ------ | --------- |
| 1966년 | 103,217명 |
| 1970년 | 140,647명 |
| 1975년 | 95,483명  |
| 1980년 | 106,720명 |
| 1985년 | 151,826명 |
| 1990년 | 76,586명  |
| 1995년 | 85,863명  |
| 2000년 | 124,789명 |

## 같이 보기
- 광주군의 국회의원
- 광주시 (경기도)
- 성남시
- 하남시
- 서초구
- 강남구
- 송파구
- 강동구